# Mike Coughlan
Pour les articles homonymes, voir Coughlan.
Mike Coughlan (né le 17 février 1959) est un ingénieur britannique, spécialisé dans le sport automobile. De 2002 à 2007, il a été le designer en chef des monoplaces de Formule 1 de l'écurie McLaren-Mercedes avant de perdre sa place à la suite de son implication dans une affaire d'espionnage.

## Biographie

### Carrière
Diplômé de l'université Brunel au Royaume-Uni, Mike Coughlan a commencé sa carrière au début des années 1980 au sein de l'entreprise Tiga, spécialisée dans la conception de monoplaces pour formules de promotion. Il rejoint le milieu de la Formule 1 en 1984, au sein de l'écurie Lotus, en tant que concepteur. Sous les ordres du directeur technique français Gérard Ducarouge, il participe à la conception des monoplaces avec lesquelles le pilote brésilien Ayrton Senna signe ses premières victoires en 1985, 1986 et 1987. À la fin des années 1980, Coughlan est nommé designer en chef de Lotus, mais cette période correspond au lent déclin de la prestigieuse écurie britannique.
En 1990, Coughlan quitte Lotus pour rejoindre à Goldaming l'antenne technique de l'écurie Benetton, sous la responsabilité de John Barnard, son directeur technique. Designer en chef de la Benetton B191, il quitte l'écurie italo-britannique au cours de la saison 1991, à la suite de la rupture entre Barnard et Benetton. Il rejoint Tyrrell pendant deux saisons, avant de retrouver John Barnard chez Ferrari (ou plutôt au sein de Ferrari Design and Development, l'antenne technique de Ferrari dirigée par Barnard en Angleterre) en 1993. En 1996, Barnard et Ferrari se séparent, et Coughlan suit son « mentor » chez Arrows, en qualité de directeur technique adjoint, puis de directeur technique après le départ de Barnard en 1998. C'est à cette période que le nom de Coughlan commence à apparaître de plus en plus régulièrement dans la presse spécialisée, où l'on vante l'audace de ses réalisations, même si les résultats des Arrows ne sortent pas vraiment de l'ordinaire.
Fort de cette flatteuse réputation, Coughlan est recruté en 2002 par la puissante écurie McLaren-Mercedes en qualité de designer en chef, sous la responsabilité d'Adrian Newey, le directeur technique. Ses débuts dans sa nouvelle équipe sont marqués en 2003 par le fiasco de la McLaren MP4-18 (qui, d'une conception trop extrême, ne sera jamais alignée en course) puis par celui de la McLaren MP4-19 de 2004, trop lente. Mais il dessine ensuite la très performante McLaren MP4-20, qui ne doit qu'à une fiabilité très moyenne de laisser échapper en 2005 les titres mondiaux à Renault.

### Affaire d'espionnage
Fin juin 2007, Nigel Stepney, un cadre de la Scuderia Ferrari, est accusé de sabotage et d'espionnage par son propre employeur. Le 3 juillet, le nom de Mike Coughlan apparaît dans cette affaire puisqu'il est accusé par Ferrari d'avoir reçu de Stepney des documents confidentiels appartenant à la Scuderia. Le jour même, tandis que Stepney est officiellement limogé par Ferrari, McLaren annonce qu'elle suspend Coughlan de ses fonctions. La police britannique a en effet retrouvé quelques jours auparavant au domicile de Coughlan des documents techniques confidentiels appartenant à Ferrari. La manière dont Ferrari aurait appris que Coughlan recevait des documents lui appartenant est originale: la femme de Mike Coughlan (Trudy Coughlan) avait été vue faire des photocopies dans un magasin de Woking, à proximité de l'usine McLaren. Un employé de ce magasin, étonné d'apercevoir le logo Ferrari sur les documents photocopiés, aurait alors téléphoné à Ferrari pour les prévenir.
Tandis qu'éclate la nouvelle de l'implication de l'un des techniciens les plus influents de l'écurie McLaren, la principale question qui agite le paddock est de savoir si Coughlan a agi pour le compte de l'écurie McLaren ou pour son propre compte. Le 6 juillet 2007, dans le cadre du GP de Grande-Bretagne, Nick Fry, le directeur de l'écurie Honda F1, révèle qu'il a eu au cours du printemps des discussions (sans donner suite) avec Stepney et Coughlan, tous deux en recherche d'une nouvelle orientation à donner à leur carrière. Si Fry précise qu'à aucun moment les deux hommes ont évoqué avoir en leur possession des documents appartenant à Ferrari et susceptibles d'intéresser Honda (l'écurie japonaise ne sera d'ailleurs pas inquiétée), cette révélation semble indiquer que Coughlan agissait dans son propre intérêt, et non dans celui de McLaren. L'équipe britannique, qui affirme de son côté n'avoir pas eu connaissance du comportement frauduleux de son employé avant le 3 juillet, invite d'ailleurs la FIA et Ferrari à son usine afin de démontrer qu'en aucune manière, ses travaux ont pu bénéficier des documents retrouvés chez Coughlan.
Cette thèse, favorable à McLaren, ne tiendra que quelques jours. Dans le cadre de la procédure judiciaire ouverte en Angleterre à la suite de la plainte déposée par Ferrari à son encontre, Mike Coughlan et sa femme Trudy sont amenés à témoigner le 11 juillet devant la Haute Cour de Justice de Londres. À cette occasion, le couple passe un accord avec Ferrari et s'engage à révéler tout ce qu'il sait, en échange d'un abandon des poursuites. Bien que la déposition de Coughlan soit officiellement secrète, il apparaît rapidement que le technicien anglais a révélé sous serment que d'autres membres de l'écurie McLaren avaient connaissance qu'il était en possession de documents techniques appartenant à Ferrari. L'enquête diligentée par la FIA permettra par la suite de mettre à jour des communications régulières sur les données techniques de la Scuderia Ferrari entre Stepney et Coughlan ainsi que d'autres membres de McLaren (dont les pilotes Fernando Alonso et Pedro de la Rosa), et aboutira à la disqualification de l'écurie britannique du championnat du monde des constructeurs 2007.
Au mois de mars 2008, McLaren annonce avoir mis un terme au contrat de Coughlan. N'étant pas licencié auprès de la FIA, Coughlan n'est pas directement sanctionné par le pouvoir sportif. La FIA « recommande » néanmoins à ses licenciés de ne pas collaborer avec lui pendant une période allant jusqu'à fin juin 2009. Cette recommandation est levée de manière anticipée en février 2009.
Mike Coughlan travaille actuellement pour Ricardo Transmissions, spécialisé dans les transmissions et boîtes de vitesses. Début 2010, il a été vu en compagnie du team Stefan GP, écurie d'origine Serbe cherchant à participer au championnat 2010 de Formule 1.